# Meguro
Ej att förväxla med Meguro station, som trots namnet ej är belägen i Meguro stadsdelskommun utan i grannkommunen Shinagawa. För stationen belägen i Meguro-distriktet Kami-meguro, se Naka-Meguro.
Meguro (目黒区 Meguro-ku?) är en stadsdelskommun i Tokyo, Japan, som bildades 1923.

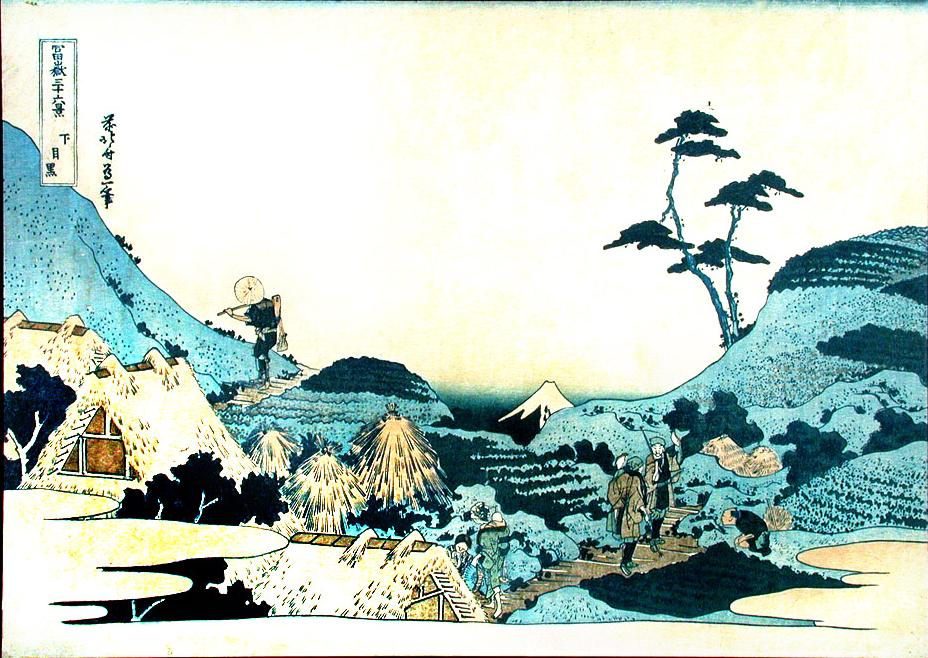
Shimo-meguro, målning av Hokusai.

I Meguro ligger 14 ambassader, samt Ålands konsulat.
Borgmästare i Meguro är sedan 2004 Aoki Eiji (青木英二). I fullmäktige sitter 36 folkvalda.

## Distrikt i Meguro
- Komaba (駒場)
- Ōhashi (大橋)
- Aobadai (青葉台)
- Higashiyama (東山)
- Kami-meguro (上目黒)
- Nakameguro (中目黒)
- Meguro (目黒)
- Shimo-meguro (下目黒)
- Mita (三田)
- Yūtenji (祐天寺)
- Gohongi (五本木)
- Chūōchō (中央町)
- Takaban (鷹番)
- Nakamachi (中町)
- Himon'ya (碑文谷)
- Meguro-honchō (目黒本町)
- Haramachi (原町)
- Senzoku (洗足)
- Minami (南)
- Higashigaoka (東が丘)
- Yakumo (八雲)
- Kakinokizaka (柿の木坂)
- Tairamachi (平町)
- Nakane (中根)
- Jiyūgaoka (自由が丘)
- Midorigaoka (緑が丘)
- Ōokayama (大岡山)